# Frisa Valtellinese
Frisa Valtellinese là một giống dê bản địa của tỉnh Sondrio, ở Lombardy ở miền bắc nước Ý. Nó được nuôi dưỡng khắp Valtellina, từ đó tên chính của nó được đặt theo tên vùng này, ở các vùng Val Malenco và Val Masino trên ở Rhaetian Alps, và ở Valchiavenna. Nó cũng có thể được gọi là dê Frontalasca, đặt theo ngôi làng Frontale, một frazione của cộng đồng dân cư Sunealo trong Val di Rezzalo, hoặc Rezzalasca cho thung lũng đó. Cái tên Frisa xuất phát từ hình dạng của giống dê này, hoặc các dấu hiệu của Thụy Sĩ trên thân.

## Lịch sử
Giống dê Frisa Valtellinese có đặc điểm chung và nguồn gốc với giống cừu Bündner Strahlenziege, hoặc Grisons Striped, từ bang Grisons của Thụy Sĩ về phía đông bắc, và với những con dê tương tự ở bang Ticino ngay ở phía bắc Sondrio. Nó cũng cho thấy sự giống nhau kiểu hình với giống dê Alpine của Anh, nhưng không chia sẻ lịch sử chung. Loài này đã được chính thức công nhận và một cuốn sách phả hệ được thành lập vào năm 1997.
Frisa Valtellinese là một trong bốn mươi ba giống dê Ý có phân bố hạn chế trong đó một cuốn sách phả hệ được lưu giữ bởi Associazione Nazionale della Pastorizia, hiệp hội chăn nuôi cừu và dê quốc gia Ý. Vào cuối năm 2013, số cá thể giống này đã đăng ký được báo cáo là 2810 và 2432.